# Istorija Engleske
Istorija Engleske se odnosi na proučavanje ljudske prošlosti u jednoj od najstarijih i za ostatak sveta važne nacionalne teritorije. Današnja Engleska, jedna od konstitutivnih zemalja Ujedinjenog Kraljevstva je bila naseljena od strane neandertalaca pre 800.000 godina. Stalno ljudsko prisustvo datira od pre 12.000 godina, odnosno završetka poslednjeg glacijalnog perioda. Na teritoriji Engleske se nalaze brojni ostaci iz doba mezolita, neolita i bronzanog doba, kao što su Stounhendž i Ejberi. U gvozdenom dobu, Englesku, kao i celu Britaniju južno od Fert ov Forta su naselili keltski narodi koji se zajednički nazivaju Britima, ali i neka belgijska plemena (npr. Atrebati, Katuvelauni, Trinovanti, itd.) na područjima koja današnji Velšani zovu Loegir. Godine 43. je otpočelo rimsko osvajanje Britanije; nakon njega je Rimsko carstvo zadržalo kontrolu nad provincijom Britanija do 5. veka.
Kraj rimske vladavine u Britaniji je omogućio anglosaksonsko naseljavanje Britanije, koje se tradicionalno smatra početkom Engleske odnosno nastankom Engleza kao nacije. Anglosaksonci su bili niz germanskih plemena koja su uspostavila nekoliko kraljevstva koja su postala regionalni centri moći u današnjoj Engleskoj i delovima Škotske. Oni su uveli staroengleski jezik, koji je zamenio prethodni britski jezik. Anglosaksonci su vodili ratove sa britskim državama-naslednicama u današnjem Velsu, Kornvalu i Hen Ogldu (Stari sever; delovima severne Engleske i južne Škotske, gde se govorio britonički), kao i jedni sa drugima. Upadi Vikinga su postali učestali nakon godine 800. te su Nordijci preuzeli vlast nad velikim delovima današnje Engleske. Tokom tog perioda je nekoliko vladara pokušalo da ujedini anglosaksonska kraljevstva, a to je na kraju rezultiralo stvaranjem Kraljevine Engleske do 10. veka.
Godine 1066. su Normani napali i osvojili Englesku, označivši time ulazak Engleske u srednji vek koji će karakterizirati građanski ratovi i sukobi sa zemljama kontinentalne Evrope. Kraljevina Engleska je bila suverena država sve do vladavine Ričarda I koji ju je 1194. učinio vazalom Svetog rimskog carstva. Taj je status ostao do 1212. i vladavine njegovog brata Džona bez Zemlje kada je kraljevina postala formalni vazal Svete stolice  a to je trajalo sve do 16. veka kada se kralj Henri VIII iz dinastije Tjudora odmetnuo od Katoličke crkve. Engleska je pre toga osvojila Vels u 12. veku, a u 18. veku se ujedinila sa Škotskom u Kraljevstvo Velike Britanije. Nakon što je u Engleskoj započela industrijska revolucija, Velika Britanija je osvojila niz prekomorskih poseda i osnovala kolonije stvorivši carstvo, najveće na svetu. Iako je zahvaljujući procesu dekolonizacije u 20. veku najveći deo tih teritorija postao nezavisan, kulturni uticaj Engleske na ostatak sveta, najvidljiviji kroz dominaciju engleskog jezika, traje do današnjeg dana.
Pod Tudorima i kasnije Stjuartovom dinastijom, Engleska je postala kolonijalna sila. Tokom vladavine Stjuarta, došlo je do Engleskog građanskog rata između parlamentarista i rojalista, što je rezultiralo pogubljenjem kralja Čarlsa I (1649) i uspostavljanjem serije republičkih vlada — prvo, parlamentarne republike poznate kao Komonvelt Engleske (1649–1653), zatim vojne diktature pod Oliverom Kromvelom poznate kao Protektorat (1653–1659). Stjuarti su se vratili na obnovljeni tron 1660. godine, iako je stalna polemika o religiji i moći rezultirala svrgavanjem još jednog Stjuartskog kralja, Džejmsa II, i Slavnom revolucijom (1688). Engleska, koja je pokorila Vels u 13. veku, ujedinjena sa Škotskom 1707. godine je formirala novu suverenu državu pod imenom Velika Britanija. Nakon industrijske revolucije, Velika Britanija je vladala kolonijalnim carstvom, najvećim u zapisanoj istoriji. Usled procesa dekolonizacije u 20. veku, uglavnom uzrokovanog slabljenjem moći Velike Britanije tokom dva svetska rata, skoro sve prekomorske teritorije carstva su postale nezavisne države. Međutim, prema podacima iz 2018. kulturni uticaj Velike Britanije ostaje široko zastupljen i duboku ukorenjen u mnogim novonastalim zemljama.

## Literatura
- Kuiper, B. K. (јун 1988). The Church in History - Google Books. Wm. B. Eerdmans. ISBN 9780802817778. Приступљено 14. 11. 2010.
- Oxford Dictionary of National Biography. 2004.. online; short scholarly biographies of all the major people
- Bédarida, François. A social history of England 1851–1990. Routledge, 2013.
- Black, Jeremy (2013). A new history of England. The History Press.
- Davies, Norman (1999). The Isles, A History. Oxford University Press. ISBN 978-0-19-513442-1.
- Clapp, Brian William (2014). An environmental history of Britain since the industrial revolution. Routledge.
- Clayton, David Roberts, and Douglas R. Bisson. A History of England (2nd изд.).. (2 vol. . Pearson Higher Ed, 2013)
- Ensor, R. C. K. England, 1870–1914 (1936), comprehensive survey. England 1870-1914. 1936.
- Schama, Simon (2000). A History of Britain: At the Edge of the World, 3500 BC – 1603 AD. BBC/Miramax. ISBN 978-0-7868-6675-5. OCLC 51112061.. TV series A History of Britain, Volume 2: The Wars of the British 1603–1776. BBC/Miramax. 2001. ISBN 978-0-7868-6675-5.. A History of Britain – The Complete Collection on DVD BBC 2002
- Tombs, Robert (2014). The English and their History. The Guardian.
- Trevelyan, G.M. (1942). Shortened History of England. Penguin Books. ISBN 978-0-14-023323-0.. ( very well written; reflects perspective of 1930s; 595pp
- Woodward, E. L. (1954). The Age of Reform: 1815–1870.. comprehensive survey

### Jevrejska Engleska
- Jacobs, Joseph (1901—1906). „England”. Jewish Encyclopedia. 5. стр. 161—174.
- Hillaby, Joe (2013). The Palgrave Dictionary of Medieval Anglo-Jewish History. Basingstoke: Palgrave Macmillan. ISBN 978-0230278165.
- Huscroft, Richard (1. 4. 2006), Expulsion, Tempus Publishing, Limited, ISBN 9780752437293, OL 7982808M

### Istoriografija
- Cannon, John. The Oxford Companion to British History (2nd изд.).. (. . 2002) 1142pp
- Elton, G.R (1970). Modern Historians on British History 1485–1945: A Critical Bibliography 1945–1969. Routledge. ISBN 0415576679.. highly useful bibliography of 1000+ scholarly books, articles and book reviews published before 1970.
- Furber, Elizabeth Chapin, ур. (1966). Changing Views on British History. Harvard UP.
- Loades, David, ур. (2003). Reader's Guide to British History.. (2 vol 2003), 1610pp
- Schlatter, Richard, ур. (1984). Recent Views on British History: Essays on Historical Writing Since 1966.

### Primarni izvori
- English historical documents London: Methuen; 12 vol to 1957; reprinted 2011; the most comprehensive collection on political, constitutional, economic and social topics
  - Douglas, David Charles., ур. (1995). English historical documents, 1042–1189. 2. Psychology Press.. (. , Reprint)
  - Myers, Alec Reginald, ур. (1995). English historical documents. 4.[Late medieval]. 1327–1485. 4. Psychology Press.. (. , Reprint)
  - Rothwell, Harry, ур. (1953). English Historical Documents: 1189–1327.. (Taylor & Francis, 1995, Reprint)
  - Whitelock, Dorothy (1996). English Historical Documents, 500-1042. 1. Psychology Press.. (. , Reprint)
  - Williams, Charles H. English Historical Documents: Volume 5 1485–1558.. (Routledge, 1995, Reprint)
  - Archer, Ian W., and F. Douglas Price, eds. English Historical Documents: 1558–1603 (Routledge, 2011, reprint)
  - Coward, Barry, and David Charles Douglas (ур.). English historical documents. 5:[Early modern]:(B). 1603–1660.. (Routledge, 2010 reprint)
  - Browning, Andrew., ур. (1995). English Historical Documents, 1660–1714. 6. Psychology Press.. (. , reprint)
  - Horn, David Bayne, and Mary Ransome (ур.). English historical documents, 1714–1783.. (Vol. 7. Routledge 1996, reprint)
  - spinall, Arthur., ур. (1995). English historical documents, 1783–1832. 8. Psychology Press.. (. , reprint)
  - Handcock, William D., and George Malcolm Young., ур. (1995). English Historical Documents, 1833–1874. 9. Psychology Press.. (. , reprint)
  - Douglas, D. C., ур. (1995). English historical documents, 1874–1914.. (Methuen )
- Beard, Charles, ур. (1906). An introduction to the English historians. New York, The Macmillan Company.. excerpts
- Cheyney, Edward P (1935). Readings in English History Drawn from the Original Sources Intended to Illustrate a Short History of England.. (strongest on political & constitutional topics)
- Harmer, Florence Elizabeth., ур. (2011). Select English historical documents of the ninth and tenth centuries. Cambridge University Press.
- Henderson, Ernest Flagg, ур. (1907). Select historical documents of the Middle Ages. Непознати параметар |lang_fr&id= игнорисан (помоћ)
- Leach, Arthur F., ур. (1911). Educational Charters and Documents 598 to 1909. Cambridge, University Press.. 640pp;  https://web.archive.org/web/20170919234351/https://www.questia.com/library/1311511/educational-charters-and-documents-598-to-1909. Архивирано из оригинала 19. 09. 2017. г. Приступљено 21. 12. 2018. Недостаје или је празан параметар |title= (помоћ) over 400 pp. on Middle Ages
- Stephenson, Carl and Frederick G. Marcham, eds. (1990). Sources of English Constitutional History (2nd изд.).
- Stubbs, William, ур. (1870). Select charters and other illustrations of English constitutional history from the earliest times to the reign of Edward the First. Clarendon Press. Непознати параметар |lang_fr&id= игнорисан (помоћ)
- Weiner, Joel H. ed. Great Britain Foreign Policy & Span of Empire, 1689 – 1971 (4 Vol, 1983), 3425 pp.
- Wiener, Joel H. ed. Great Britain: the lion at home; a documentary history of domestic policy, 1689–1973 (4 vol 1974), 1396 pp.

### Praistorijska Britanija
- Ashton, Nick (2017). Early Humans. London: William Collins. ISBN 978-0-00-815035-8.
- Ball, Martin J. & James Fife (ed.). 1993. The Celtic Languages. London: Routledge.  0-415-01035-7
- Limited, Parragon Book Service (1999). British History Encyclopedia. Parragon Book Service Limited. ISBN 1-4054-1632-7.. Paragon House
- Collis, John. (2003). The Celts – Origins, Myths and Inventions. Tempus.
- Cunliffe, Barry (2012). Britain Begins. Oxford University Press. ISBN 978-0-19-967945-4.
- James, Simon. . (1999). The Atlantic Celts. British Museum Press.
- Lemercier, O. (2012). „Interpreting the Beaker phenomenon in Mediterranean France: an Iron Age analogy”. Antiquity. 86 (331): 131—43. S2CID 19294850. doi:10.1017/S0003598X00062505.
- Pearson, Mike; Cleal, Ros; Marshall, Peter; Needham, Stuart; Pollard, Josh; Richards, Colin; Ruggles, Clive; Sheridan, Alison; Thomas, Julian;  . (2007). „The Age of Stonehenge” (PDF). Antiquity. 811 (313): 617—639. S2CID 162960418. doi:10.1017/S0003598X00095624.
- Pettitt, Paul; White, Mark (2012). The British Palaeolithic: Human Societies at the Edge of the Pleistocene World. Abingdon, UK: Routledge. ISBN 978-0-415-67455-3.
- Alonso, S.; Flores, C.; Cabrera, V.; Alonso, A.; Martín, P.; Albarrán, C.; Izagirre, N.; de la Rúa, C.; García, O. (2005). „The place of the Basques in the European Y-chromosome diversity landscape”. European Journal of Human Genetics. 13 (12): 1293—1302. PMID 16094307. doi:10.1038/sj.ejhg.5201482.
- Cunliffe, Barry . (2001). Facing the Ocean: The Atlantic and Its Peoples, 8000 BC to AD 1500. Oxford University Press.
- Cunliffe, Barry. (2002). The Extraordinary Voyage of Pytheas the Greek. Penguin.
- Darvill, Timothy (1987). Prehistoric Britain. London: Batsford. ISBN 0-7134-5179-3.. B.T. Batsford
- Hawkes, Jaquetta and Christopher. (1943). Prehistoric Britain. Harmondsworth: Penguin.
- Miles, David. 2016. "The Tale of the Axe: How the Neolithic Revolution Transformed Britain". London. Thames & Hudson Ltd.  978-0-500-05186-3
- Oppenheimer, Stephen. (2006). The Origins of the British. London: Constable.
- Pryor, Francis. . (1999). Farmers in Prehistoric Britain. Stroud. ISBN 0-7524-1477-1.. Gloucestershire and Charleston, SC: Tempus
- Pryor, Francis. . (2003). Britain BC: Life in Britain and Ireland before the Romans. London. ISBN 0-00-712692-1.. Harper-Collins
- Sykes, Brian. . (2001). The Seven Daughters of Eve: The Science That Reveals Our Genetic Ancestry. Bantam. ISBN 0-593-04757-5.. London
- Sykes, Brian. (2006). Saxons, Vikings, and Celts: The Genetic Roots of Britain and Ireland. New York.. Norton & Co. (Published in the UK, also in 2006, as Blood of the Isles. London, Bantam Books.)
- Wainright, Richard. (1978). A Guide to Prehistoric Remains in Britain. London: Constable.
- Weale, Michael E.; Weiss, Deborah A.; Jager, Rolf F.; Bradman, Neil; Thomas, Mark G. (2002). „Y Chromosome Evidence for Anglo-Saxon Mass Migration”. Molecular Biology and Evolution. 19 (7): 1008—1021. PMID 12082121. doi:10.1093/oxfordjournals.molbev.a004160 .

## Dodatna literatura
- Halliwell-Phillipps, James Orchard (1846). Letters of the Kings of England: Now First Collected from the Originals in Royal Archives, and from Other Authentic Sources, Private as Well as Public.

## Spoljašnje veze
- „Connected Histories”. Архивирано из оригинала 15. 10. 2017. г.